# Кайибанда, Грегуар
Кайиба́нда, Грегуа́р (руанда Gerigori Kayibanda, фр. Grégoire Kayibanda; 1 мая 1924, Musambira, Южная провинция — 15 декабря 1976, Kabgayi, Гитарама) — руандийский политический и государственный деятель, первый президент Руанды с 1 июля 1962 по 5 июля 1973 года.

## Биография
В 1957 году опубликовал «Манифест хуту». Основал «Партию движения освобождения Хуту» («Пармехуту», фр. Parti du Mouvement de l'Emancipation Hutu), выступавшую за переход власти к хуту, составлявшим большинство населения, от представлявших элиту страны тутси, ликвидацию монархии во главе с принадлежавшей к тутси династией, и независимость от Бельгии. В конце 1959 года после нападения активистов тутси на одного из лидеров «Пармехуту» Доминика Мбоньюмутву произошли массовые волнения при участии «Пармехуту», в результате которых король Кигели V бежал из страны. В результате успешно проведённой избирательной кампании в 1960 году «Пармехуту» победила на местных выборах, и 19 октября Кайибанда был назначен первым премьер-министром. Таким образом, хуту пришли к власти в Руанде. В январе 1961 года «Пармехуту» провозгласила Руанду парламентской республикой (церемониальный пост президента был отведён Мбоньюмутве), а в октябре того же года, опираясь на итоги референдума, одобрившего отмену монархии, и парламентских выборах, на которых победила «Пармехуту», Кайибанда сменил строй на президентскую республику и сам занял пост главы государства 26 октября.
1 июля 1962 года Руанда стала полностью независимой, а Кайибанда, тем самым, её первым президентом, установив однопартийный режим «Пармехуту». Сам Кайибанда был трижды переизбран на президентский пост. Проводилась политика дискриминации тутси, особенно после того, как в 1963 году они во главе с бывшим королём при поддержке соседней Бурунди попытались вернуться к власти, что вызвало резню, в результате которой погибло около 10 000 тутси. Постепенно Кайибанда, предпочитавший опираться исключительно на земляков, терял популярность. Когда истекли три четырёхлетних президентских срока подряд, максимально допустимые для одного человека по конституции страны, Кайибанда предпринял попытку изменить её, отменив ограничения по количеству сроков и возрасту кандидата в президенты и продлив срок до пяти лет. Выборы были назначены на 1973 год. Поднятый в 1972 году в соседнем Бурунди мятеж хуту, спровоцировавший их геноцид, привёл к обострению межэтнических противоречий и в Руанде. Незадолго до выборов Кайибанда был свергнут в результате военного переворота, осуществленного министром национальной гвардии Руанды генерал-майором Жювеналем Хабьяриманой, и приговорён к смертной казни, заменённой пожизненным заключением, которое отбывал под домашним арестом, где и скончался.